# David Heinrich Hoppe
David Heinrich Hoppe (Bruchhausen-Vilsen, 15 de dezembro de 1760 - Ratisbona, 1 de agosto de 1846) foi um farmacêutico, botânico, micólogo e médico alemão .
Iniciou sua carreira como  aprendiz de Farmácia em Celle, e logo depois como assistente de Farmácia em Hamburgo, Halle, Wolfenbüttel, e Ratisbona. Mais tarde estudou Medicina e História natural na Universidade de Erlangen, em Nuremberg, e já graduado retorna à Ratisbona como médico. Ali também leciona no Liceu Ratisbona.
Hoppe é conhecido por suas contribuições no estudo da flora alpina. Estudou a flora em torno de Ratisbona e, em cada verão,  entre 1796 a 1843 realizou excursões botânicas em  Salzburgo e em Heiligenblut. Com o briólogo Christian Hornschuch (1793-1850) publicou um tratado sobre uma extensa jornada científicas às costas do  Adriático e as montanhas de Caríntia e do Tirol, chamado Tagebuch einer Botanischen Reise nach den Küsten des Adriatischen Meeres und den Gebirgen von Kärnten, Tirol und Salzburg.
Em maio de 1790, Hoppe funda a "Sociedade Botânica Regensburgische", que foi a primeira organização botânica da Baviera, e atualmente é a sociedade botânica mais antiga do mundo. De 1812 até a sua aposentadoria em 1846 foi seu diretor/catedrático. 
Em (IPNI) está creditado a ele a descrição e nomenclatura de 301 espécies. De 1818 a 1842 foi editor da popular revista Flora. 
Outras importantes publicações foram:
- Ectypa plantarum ratisbonensium, 1787-1793, livro que trata da flora de Ratisbona
- Caricologia Germanica, 1835, onde trabalhou com o ilustrador Jacob Sturm (1771-1848)

## Homenagens
O gênero Hoppea Willd. da família Gentianaceae foi nomeado em sua honra.